# Vinça
Vinça is een gemeente in het Franse departement Pyrénées-Orientales (regio Occitanie). De plaats maakt deel uit van het arrondissement Prades. Vinça telde op 1 januari 2022 2.205 inwoners.

## Geografie
De oppervlakte van Vinça bedroeg op 1 januari 2022 7,74 vierkante kilometer; de bevolkingsdichtheid was toen 284,9 inwoners per km².

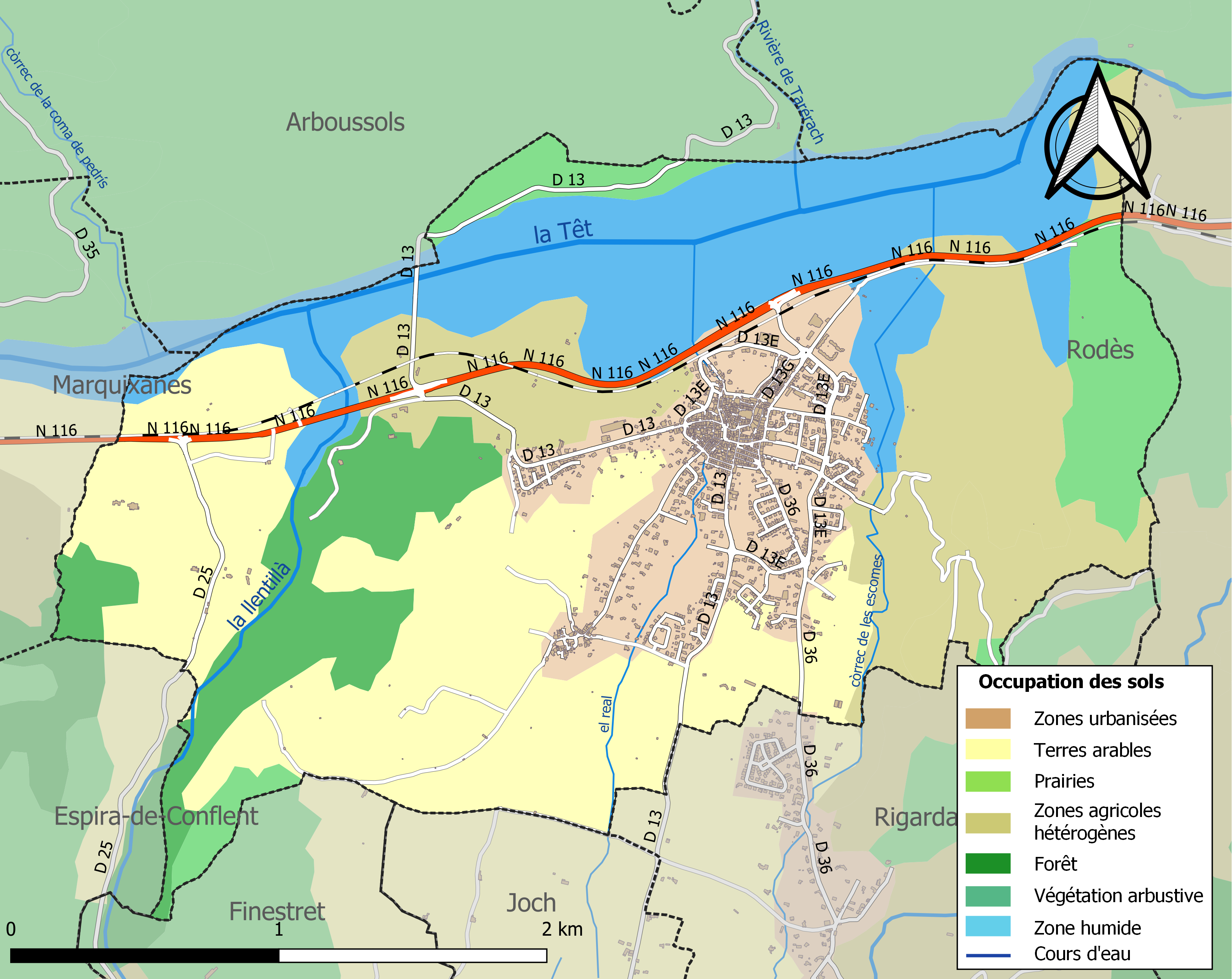
Kaart van de gemeente met de belangrijkste infrastructuur, bodemgebruik en omliggende gemeenten

## Verkeer en vervoer
In de gemeente ligt spoorwegstation Vinça.

## Demografie
Onderstaande figuur toont het verloop van het inwonertal (bron: INSEE-tellingen).